# Daniel Seman
Daniel Seman (* 1. Januar 1979 in Mostiště, Tschechoslowakei) ist ein ehemaliger tschechischer Eishockeyspieler, der über viele Jahre beim HC Oceláři Třinec und HC Vítkovice  in der Extraliga aktiv war. 2015 gewann er mit dem HK Njoman Hrodna den IIHF Continental Cup.

## Karriere
Daniel Seman begann seine Karriere als Eishockeyspieler beim HC Vítkovice, für dessen Profimannschaft er von 1997 bis 2002 in der tschechischen Extraliga aktiv war. Anschließend wechselte der Verteidiger zum HC Slovan Bratislava aus der slowakischen Extraliga, mit dem er in der Saison 2002/03 auf Anhieb den slowakischen Meistertitel gewann. Von 2003 bis 2005 spielte er erneut für den HC Vítkovice in Tschechien, ehe er die Saison 2005/06 bei Anyang Halla in der Asia League Ice Hockey verbrachte. Für die Südkoreaner erzielte er in 35 Spielen drei Tore und sieben Vorlagen. 
Zur Saison 2006/07 kehrte Seman in die tschechische Extraliga zurück, in der er einen Vertrag beim HC Oceláři Třinec erhielt, für den er bis 2012 spielte und mit dem er in der Saison 2010/11 tschechischer Meister wurde. 

### International
Für Tschechien nahm Seman an der U20-Junioren-Weltmeisterschaft 1999 teil.

## Erfolge und Auszeichnungen
- 2002 Tschechischer Vizemeister mit dem HC Vítkovice
- 2003 Slowakischer Meister mit dem HC Slovan Bratislava
- 2011 Tschechischer Meister mit dem HC Oceláři Třinec
- 2015 Gewinn des IIHF Continental Cup mit dem HK Njoman Hrodna

## Statistik
(Stand: Ende der Saison 2016/17)